# Philip Boehm
Philip Boehm (geboren 1958 in Texas) ist ein US-amerikanischer Theatermacher und literarischer Übersetzer.

## Leben
Philip Boehm studierte an der Wesleyan University (Connecticut) und an der Washington University in St. Louis, sowie an der Theaterakademie in Warschau. Er arbeitete in Theatern auf beiden Seiten des Atlantiks. 2004 gründete er in St. Louis das „Upstream Theater“, an dem er selbst inszeniert und für das er auch eigene Stücke schreibt. Von Georg Büchner adaptierte er das Dramenfragment Woyzeck und brachte es dort 2009 in seiner Übersetzung auf die Bühne. Ebenso übersetzte er 2009 eine Bühnenadaption von Das Kalkwerk von Thomas Bernhard für Lincoln Center for the Performing Arts in New York City.
Aus dem Polnischen übersetzte er ins Englische u. a. Werke von Stefan Chwin, Ida Fink und das Warschauer Ghettobuch von Michał Grynberg, aus dem Deutschen Malina von Ingeborg Bachmann, Im Dickicht der Städte von Bertolt Brecht, sowie  Werke von Günter Grass, Christoph Hein, Franz Kafka, Herta Müller, Rafik Schami, Peter Schneider und Tilman Spengler. Von Wilhelm Genazino übersetzte er Ein Regenschirm für diesen Tag aus dem Jahr 2001.

## Ehrungen und Auszeichnungen
Er wurde als Fellow in die Guggenheim-Stiftung aufgenommen.  Er erhielt Stipendien und Auszeichnungen u. a. von der Society of Authors, dem National Endowment for the Arts und dem Texas Institute of Letters.
Im deutschen Sprachraum wurde er vom Österreichischen Unterrichtsministerium gefördert. Er empfing 2013 den Helen-und-Kurt-Wolff-Übersetzerpreis für die Übersetzung von Gregor von Rezzoris Roman Ein Hermelin in Tschernopol sowie denselben Preis erneut 2020 für seine Übersetzung von Christine Wunnickes Der Fuchs und Dr. Shimamura. Für die Übersetzung von Herta Müllers Nobelpreisroman Atemschaukel wurde Boehm 2013 mit dem Oxford-Weidenfeld Translation Prize ausgezeichnet.

## Schriften (Auswahl)
- Some Pitfalls of Translating Drama. Translation Review, Jg. 62 Nr. 1, 2001, S. 27–29

## Übersetzungen (Auswahl)
- Verzeichnis der Übersetzungen Boehms bei P.E.N.[6]
- Herta Müller: The hunger angel. New York, NY : Metropolitan Books, Holt, 2012
- Gregor von Rezzori: An ermine of Czernopol. New York, NY : New York Review Books, 2011
- Christoph Hein: Settlement : a novel.  New York : Metropolitan Books, 2008. Landnahme
- Marta Hillers: A woman in Berlin : eight weeks in the conquered city : a diary   . New York, NY : Picador, 2005. Eine Frau in Berlin
- Christoph Hein: Willenbrock : a novel. New York : Metropolitan Books, 2003.
- Rafik Schami: Damascus nights. New York : Scribner, 1995.
- Franz Kafka: Letters to Milena. New York : Schocken Books, 1990.